# Terna pitagòrica

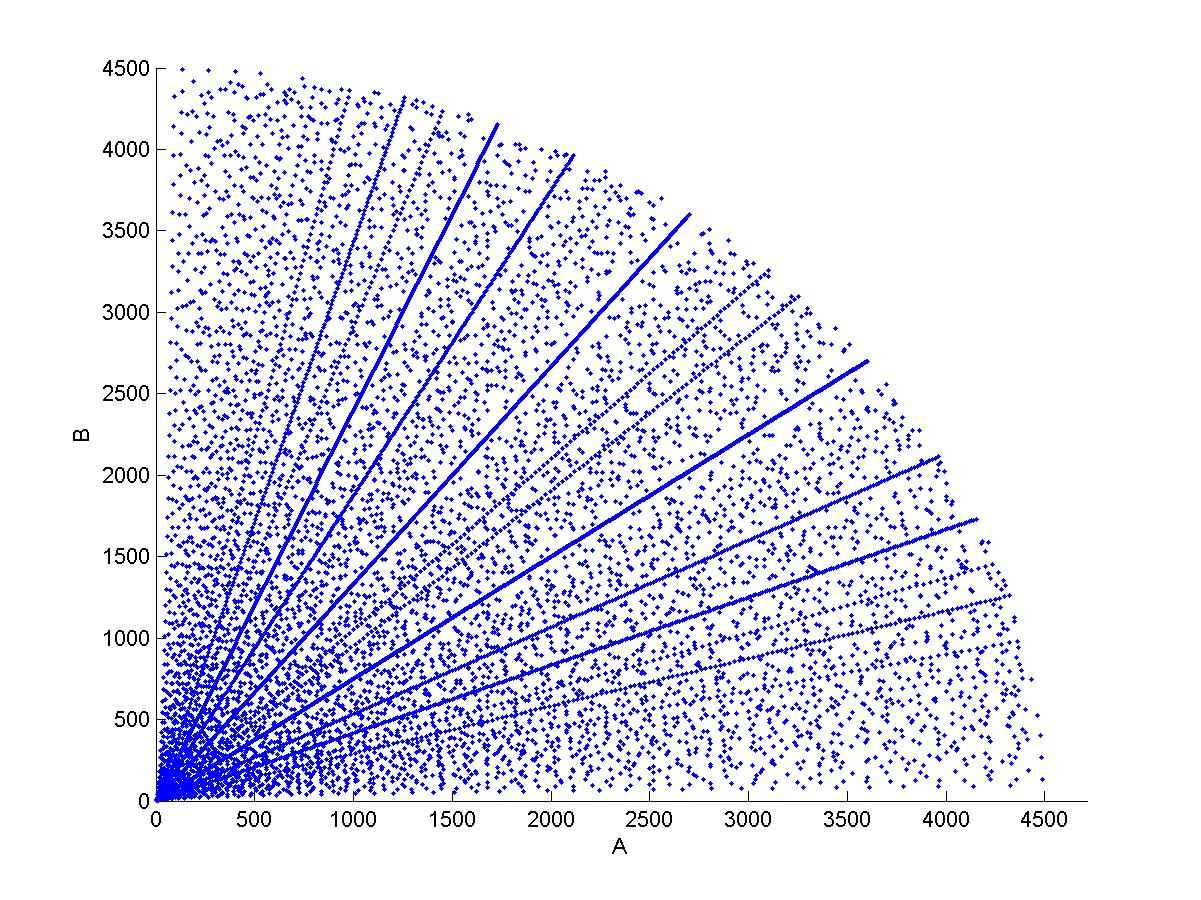
Representació de les ternes pitagòriques amb c<4500. L'abscissa i l'ordenada corresponen als nombres a i b i la distància a l'origen, al nombre c.

En matemàtiques, especialment dins la teoria de nombres, una terna pitagòrica és formada per tres nombres naturals a, b i c tals que a²+b²=c².
Si (a,b,c) és una terna pitagòrica, aleshores (ka,kb,kc) també és una terna pitagòrica, per a qualsevol nombre natural k. En una terna pitagòrica primitiva els tres nombres són primers entre si. Les primeres ternes pitagòriques primitives són (3, 4, 5), (5, 12, 13), (7, 24, 25), (8, 15, 17), (9, 40, 41), (11, 60, 61), (12, 35, 37), (13, 84, 85), (16, 63, 65), (20, 21, 29)...

## Fórmula d'Euclides
Euclides, als seus Elements, demostrà que existeix una infinitat de ternes pitagòriques primitives. A més, trobà una fórmula que genera totes les ternes pitagòriques primitives. Donats dos nombres naturals m>n, la terna (a,b,c), on:
{\displaystyle a=m^{2}-n^{2},\,}
{\displaystyle b=2mn,\,}
{\displaystyle c=m^{2}+n^{2},\,}
és pitagòrica, i és primitiva si i només si m i n són primers entre si i tenen paritats distintes.

## 3, 4 i 5
La primera terna pitagòrica és formada pels nombres 3, 4 i 5, ja que {\displaystyle 3^{2}+4^{2}=5^{2}}. A més, els nombres 3, 4 i 5 juguen un rol important en totes les ternes pitagòriques. Es pot provar, per la definició o per la fórmula d'Euclides, que en una terna pitagòrica primitiva:
- exactament un dels nombres a o b és múltiple de 3;
- exactament un dels nombres a o b és múltiple de 4;
- exactament un dels nombres a, b o c és múltiple de 5;